# Santiago Martínez Martín

Santiago Martínez Martín (Villaverde del Río, Sevilla, 2 de febrero de 1890 - Sevilla, 11 de noviembre de 1979) fue un pintor español.  

## Biografía
Se inició en el mundo artístico de la mano de varios pintores de renombre, como José García Ramos, Gonzalo Bilbao y Joaquín Sorolla. A partir de 1906 cursó estudios en la Escuela de Artes y Oficios de Sevilla de la que más tarde sería profesor y director.  Fue nombrado Catedrático de Bellas artes de la Universidad de Sevilla y participó en varias Exposiciones nacionales de Bellas Artes. En el año 1925 ingresó en la Academia de Bellas Artes de Santa Isabel de Hungría de Sevilla y en 1964 en la de San Fernando de Madrid.